# Hualpayunca
Hualpayunca (posiblemente del quechua wallpa gallina, área cálida yunka en las laderas de los Andes) es un sitio arqueológico en Perú. Se encuentra ubicado en el distrito de Obas, provincia de Yarowilca, departamento de Huánuco. También es el hogar de varios cóndores que anidan debido a la gran altitud. 3.800 metros (12.467 pies).